# Радкейми
Радкейми (пол. Radkiejmy, нім. Radtkehmen, 1938-1945 Wittrade) — село у Ґолдапському повіті Вармінсько-Мазурського воєводства. Адміністративно підпорядковане ґміні Бане-Мазурське.
Від 1975 року до адміністративно-територіальної реформи 1998 року належало до Сувалцького воєводства.